# Василий Михайлович (князь тверской)

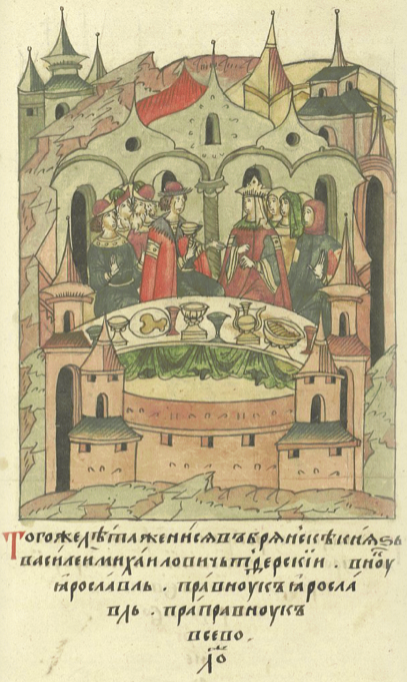
Женитьба князя на Елене

О его внуке см. Василий Михайлович (князь кашинский)
Василий Михайлович Кашинский (ок. 1304—1368) — князь из рода Тверских князей. Родоначальник Кашинских князей.

## Биография
Василий был младшим из четырёх сыновей Михаила Ярославича и ростовской княгини Анны Дмитриевны (последний год жизни Анна провела у сына в Кашине и известна как святая Анна Кашинская).
После Тверского восстания 1327 года Василий вместе с братом Константином бежал в Ладогу. Их старший брат Александр, которого в итоге обвинили в организации восстания, бежал во Псков. Когда в 1329 году князь Иван Калита выступил с войском против Пскова и прибыл в Новгород, то среди сопровождавших его князей были и Константин с Василием.
В следующий раз Василий Михайлович упомянут через 10 лет: когда хан Узбек, по оговору Ивана Калиты, вызвал в Орду из Твери Александра, чтобы расправиться с ним, Василий провожал брата за несколько вёрст от города. После казни Александра в Орде и дальнейшего возвышения Калиты, Константин и Василий в знак своей зависимости от него отослали в Москву из Твери большой Соборный колокол, которым тверитяне очень гордились.
В 1346 году после смерти предпоследнего из сыновей Михаила Ярославича, тверского князя Константина Михайловича, брата Василия, их племянник Всеволод Александрович, как сын их старшего брата, отправился в Орду и добился у хана ярлыка на тверское княжение. Между тем, Тверское княжество в соответствии с древним (и уже архаичным к тому времени) лествичным правом должно было перейти старшему в роду — Василию. Узнав о смерти брата, Василий Михайлович также направился в Орду, но зная что к хану незачем являться с пустыми руками, взял дань с Холмской волости, которая являлась уделом Всеволода.
Всеволод, узнав о поступке дяди, выехал к нему навстречу вместе с ханским послом и ограбил его в городе Бездеже. Василий должен был возвратиться в Кашин.
Всеволод укрепился в Твери, но вражда между ним и дядей не закончилась. «Была между ними ссора, — говорит летописец, — а людям тверским тягость, и многие люди тверские от такого нестроения разошлись; вражда была сильная между князьями, чуть-чуть не дошло до кровопролития». Всеволода Александровича поддерживал Великий князь Владимирский Семён Гордый, женившийся в 1347 году на его сестре Марии.
Только в 1349 году тверской епископ Феодор убедил Всеволода помириться с дядей. По достигнутой договорённости наследование устанавливалось по праву старшинства в роду, то есть вновь подтверждало архаичное лествичное право. Василий Михайлович становился тверским князем, а Всеволод возвращался на княжение в Холм. Оба князя скрепили договорённость крестным целованием, поклявшись жить в совете и единстве. Когда о примирении стало известно, многие люди стали переезжать в тверские волости, народонаселение умножилось, и все тверичи сильно радовались. 
Однако едва Василий получил из Орды ярлык, он вновь начал сердиться и поминать прошлое. Затем Василий стал притеснять холмских бояр и княжеских слуг. Великий князь Семён, который был зятем Всеволода и сватом Василия, пытался их помирить — но безуспешно. Не мог этого сделать вторично и епископ Феодор, который даже хотел оставить епархию, чтобы не видеть несправедливости, которые совершал Василий по отношению к племяннику.
После смерти Симеона Гордого в 1353 году права на Можайское княжество отошли к его третьей жене, Марии Александровне. Регентство над княжеством взял именно Василий Михайлович, приходившийся ей дядей. Однако уже деверь Марии, Иван Красный, передавал по духовному завещанию Можайское княжество своему сыну Дмитрию в 1359 году.
В 1357 году сам митрополит Алексий взялся мирить дядю с племянником. Князья явились во Владимир и много спорили между собой, но так и не помирились. И великий князь Иван, и митрополит Алексий, по-видимому, держали сторону Василия Михайловича.
Когда Всеволод решил жаловаться хану Бердибеку и отправился в Орду, тот без всякого разбирательства принял сторону Василия и выдал Всеволода его послам. Дядя обходился с племянником как с невольником, и было тому, по словам летописца, «томление большое». Василий также отбирал имения у холмских бояр и стал налагать на людей тяжкие дани.
В 1356 году литовский князь Ольгерд захватил Ржев. Но тверитяне и жители Можайска, вооружившись, в 1358 году выгнали оттуда литовцев.
Только в 1360 году под нажимом Ольгерда, к которому бежал Всеволод, Василий дал холмскому князю и его братьям, треть его отчины. Для переговоров в Тверь приезжал митрополит Литовский и Волынский Роман.
В 1363 году Василий выступил с войском против младшего брата Всеволода, ещё одного своего племянника Михаила Микулинского (будущего великого князя Михаила Александровича Тверского), но вскоре с ним помирился.
В 1364 году была чумная эпидемия, во время которой умерли многие из тверских князей (в том числе и Всеволод Холмский).
В 1365 году умер от чумы ещё один племянник Василия, князь Семён Константинович. Свой удел он завещал двоюродному брату Михаилу в обход родного брата Еремея и дяди Василия. Василий и Еремей оспорили это на суде церкви. По велению митрополита спор рассматривал тверской епископ Василий и принял сторону Михаила.
Зная, что великий князь Дмитрий и митрополит поддерживают его дядю, Михаил в 1367 году отправился за помощью в Литву, к своему зятю Ольгерду. Этим воспользовались Василий и Еремей.
Они пожаловались на решение епископа Василия митрополиту, и он был вынужден ездить в Москву, понеся там большие убытки.
Затем Василий с сыном Михаилом и Еремеем при поддержке московских полков вступил в Микулин, где многих людей мучил и грабил. Он не смог взять городскую крепость, но опустошил волости и сёла. Московские и волоцкие полки пожгли всё по одну сторону Волги, не исключая и волостей, принадлежавших церкви святого Спаса. Много людей было уведено ими в плен.
Однако в том же году Михаил вернулся с литовскими отрядами и захватил Тверь, где взял в плен жён Василия и Еремея многих их бояр и слуг. После этого он выступил в Кашин, где находился Василий, но по дороге, в селе Андреевском, его ждали послы от дяди и епископа Василия. Они убедили Михаила помириться с Василием и Еремеем, целуя крест. Василий должен был оставить Тверь племяннику, довольствуясь только Кашином.
Вскоре, однако, Еремей нарушил крестное целование, а Москва заставила Михаила отказаться от Городка. Тот с помощью Литвы начал готовиться к новой войне. В разгар этих событий Василий Михайлович скончался.

## Жена и дети
Василий Михайлович с 1329 года был женат на Елене брянской. По другой версии, она была сестрой Дмитрия брянского.
Дети:
- Василий (ок. 1330—1362), князь Кашинский
- Михаил (1331—1373), князь Кашинский